# St. Martin (Sievershausen)

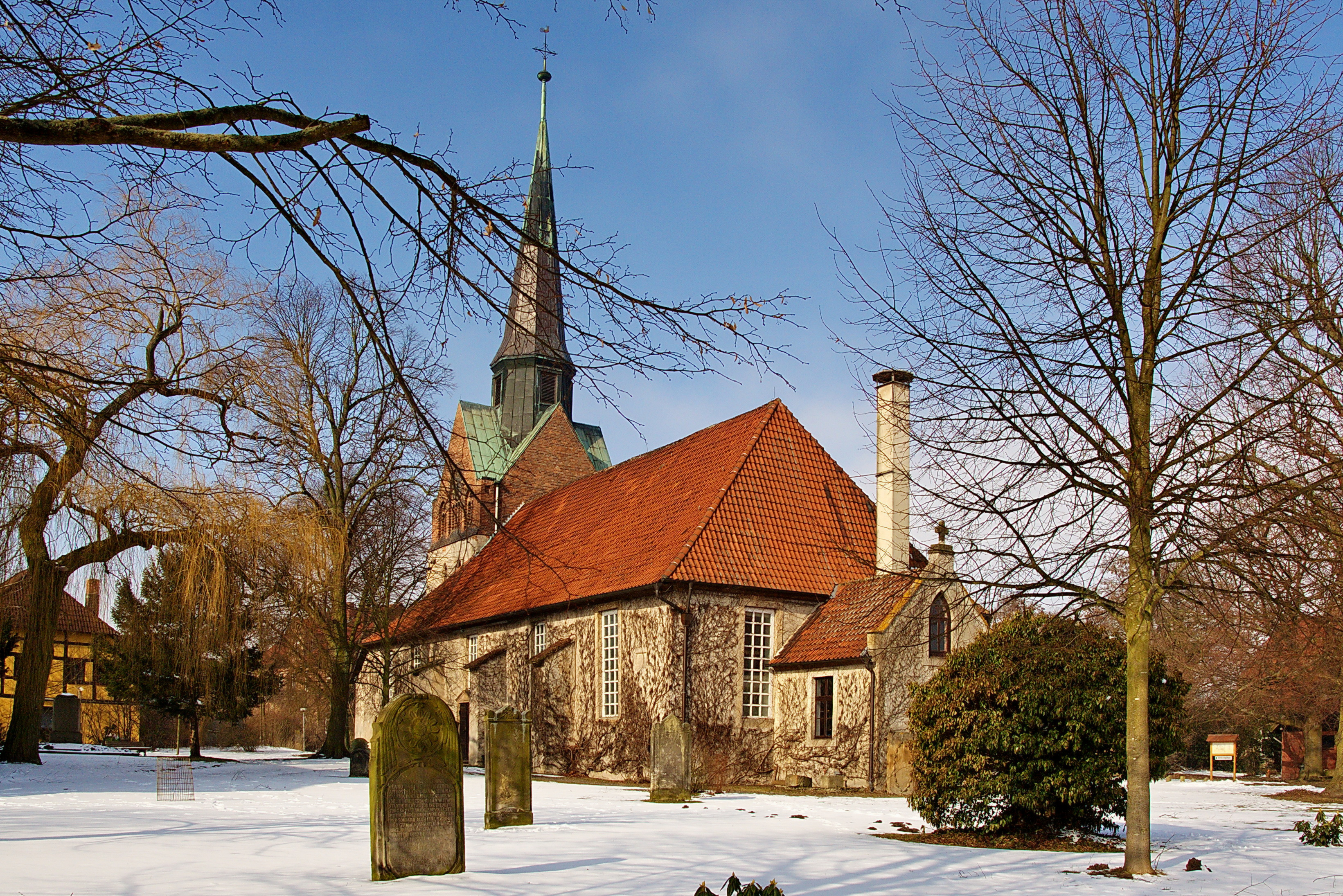
St.-Martins-Kirche

Die evangelisch-lutherische denkmalgeschützte Martins-Kirche steht in Sievershausen, einem Ortsteil der Stadt Lehrte in der Region Hannover von Niedersachsen. Die Kirchengemeinde gehört zum Kirchenkreis Burgdorf im Sprengel Hannover der Evangelisch-lutherischen Landeskirche Hannovers.

## Beschreibung
Schon um 990 wurde das erste Gotteshaus gebaut. Bei Ausgrabungen unter dem Kirchenbereich im Jahre 1953 stellte man Reste einer heiligen Stätte aus vorchristlicher Zeit fest. Später wurde Sievershausen ein Archidiakonat, woraufhin die Kirche inklusive eines ersten Turms vergrößert wurde. Mauerwerksreste aus dieser Zeit finden sich in der Nordwand der heutigen Saalkirche. Die unteren Geschosse des Kirchturms im Westen stammen aus dem 13. Jahrhundert. Sie haben unten kleine kleeblattbogige Fenster, oben spitzbogige Klangarkaden, hinter denen sich der Glockenstuhl befindet, in dem drei Kirchenglocken hängen, die 1901 der Bochumer Verein gegossen hat. 1870 wurde durch Conrad Wilhelm Hase ein weiteres gotisierendes Geschoss aus Backsteinen hinzugefügt, das mit einem Kreuzdach bedeckt ist, aus dem sich ein achteckiger Dachreiter erhebt. Das romanische Langhaus hatte ursprünglich die Breite des Turms, 1688 wurde es verbreitert und die Wände wurden erhöht. Seine Wände wurden durch Strebepfeiler abgestützt und die Fenster vergrößert. 1819 wurde das Langhaus nach Osten verlängert und die Sakristei vor dem geraden Abschluss im Osten angebaut.
Der Innenraum wurde ebenfalls neu gestaltet. Er ist mit einem hölzernen Tonnengewölbe überspannt. Die U-förmige Empore steht auf toskanischen Säulen. Der klassizistische Kanzelaltar ist wie die Fassade eines Tempels mit vier ionischen Pfeilern, Palmettenfries im Gebälk und Leidenswerkzeugen im Giebeldreieck gestaltet. In der Halle des Turms hängt ein um 1600 gemaltes Tafelbild mit der Darstellung der Schlacht bei Sievershausen. Die 1972 von Paul Ott für die 2013 profanierte katholische Pfarrkirche Bruder Konrad gebaute Orgel mit 17 Registern, verteilt auf zwei Manuale und ein Pedal, wurde von der Kirchengemeinde gekauft und 2016 umgesetzt.